# کریستیان راموتا
کریستیان راموتا (آلمانی: Christian Ramota؛ زادهٔ ۱۴ آوریل ۱۹۷۳) بازیکن هندبال اهل آلمان است.